# Château de Lignères
Pour l’article ayant un titre homophone, voir Château de Lignières dans la commune de Lignières-Ambleville, dans le sud-ouest du département.
Le château de Lignères est un château néorenaissance à Rouillac en Charente et la plus importante propriété viticole et distillerie du pays du Cognac.

## Historique
Le fief de Lignères appartenait au XVIIIe siècle à la famille La Porte aux Loups.
La famille Rémy-Martin y installa chais et distillerie d'un côté de la route, et construisit le château de Lignères en 1872 au centre d'un parc.

## Architecture
Le château de plan rectangulaire à un étage est flanqué de deux tours carrées, hautes de deux étages. Chacun de ces trois éléments est coiffé d'un toit d'ardoise percé de lucarnes à frontons triangulaires ornés de pinacles. 
Une tourelle en surplomb, deux terrasses en une serre complètent cette élégante demeure qui est devenue le lieu de réception des invités de marque de la société exploitant le domaine.

## Distillerie
La distillerie et les chais des établissements Rémy Martin datent de la fin du XIXe siècle. Le logement patronal a été construit entre 1892 et 1898. Les chais sont en rez-de-chaussée sauf le chai Sainte-Marthe qui a un étage. La cité ouvrière, l'orangerie, la tonnellerie, le bureau, la conciergerie, l'écurie sont typique de l'époque. L'ancienne distillerie comprenait huit chaudières de 15 hl.
La propriété Château de Lignères, après avoir appartenu pendant une dizaine d'années à Madame Eléonore Orséro, auparavant viticultrice en Algérie[réf. nécessaire], est achetée par la société Ricard en 1965 (Cognac Bisquit, Ricard S.A). Elle fait construire, en 1974, une nouvelle distillerie avec 56 chaudières de 25 hl de Maresté, 38 citernes de 2500 hl en béton émaillé et de nouveaux chais de vieillissement, automatisés et contrôlés par ordinateur pour loger 30 000 fûts de 550 litres. L'effectif en 1990 était de 120 personnes. La propriété couvrait 190 ha de vignes. La distillerie est probablement la plus grande d'Europe et le vignoble qui couvre 205 ha d'un seul tenant est l'un des plus grands de la région du Cognac.
En mars 2009, le groupe Pernod Ricard a cédé la marque de Cognac Bisquit au groupe sud-africain Distell.

## Cinéma
Ce château a fourni le décor d'une partie du film Bang-Bang du réalisateur Serge Piollet avec Sheila. Ce film a été tourné sur l'île de Bendor et au château de Lignères, deux propriétés du principal mécène du film, Paul Ricard.